# Стэнли, Джон I
Сэр Джон I Стэнли (ок. 1350—1414) — английский государственный и военный деятель, лорд-наместник Ирландии (1386—1388, 1413—1414), титулярный король острова Мэн (1405—1414). Из семьи Стэнли происходят графы Дерби, которые занимают видное место в английской истории.

## Ранние годы
Джон Стэнли был вторым сыном сэра Уильяма де Стэнли из Стортона и Элис Мэсси из Темперли (Чешир), внук Джона де Стэнли и Эммы Латом из Латома (Ланкашир).
Отец Стэнли был главным лесничим Вирралского леса, известный своими репрессивной деятельностью. Уильям Стэнли и его старший брат, Уильям (сменивший своего отца, как главный лесничий), дважды привлекались к уголовным делам в 1369 и 1376 годах.
За убийство Томаса Клотона в 1376 году Стэнли был объявлен вне закона. Тем не менее, он отличился во время Столетней войны во Франции и по настоянию своего командира, сэра Томаса Тривета, в 1378 году был помилован.
В 1386 году Джон Стэнли был отправлен в Ирландию в качестве заместителя Роберта де Вера, герцога Ирландии. В это время в самой Ирландии вспыхнуло восстание, вызванное враждой между сэром Филиппом де Куртенэ, тогдашним лорд-лейтенантом Ирландии, и его преемником Джеймсом Батлером, 3-го графом Ормонда. От имени короля Ричарда II и Роберта де Вера Джон Стэнли возглавил военную экспедицию в Ирландию, чтобы подавить восстание. Его сопровождали епископ Александр де Балкот из Мита и сэр Роберт Крулл. Джеймс Батлер присоединился к Джону Стэнли после его прибытия в Ирландию. После успешного завершения экспедиции Джон Стэнли в том же 1386 году был назначен королевским наместником Ирландии (1386—1388). Епископ Александр Балкот был назначен канцлером, Роберт Крулл стал казначеем, а Джеймс Батлер сохранил прежнюю должность губернатора. В 1389 году король Ричард II назначил Джона Стэнли юстициарием Ирландии (1388—1391). В 1394—1395 годах Джон Стэнли участвовал в первой военной экспедиции Ричарда II в Ирландию.
В 1390-х годах Джон Стэнли занимался примирением ожидавшегося восстания в графстве Чешир. В 1396—1398 годах — капитан Роксбурга. В 1399 году Джон Стэнли принимал участие во второй военной экспедиции Ричарда II в Ирландию. После возвращения в Англию он отказался поддерживать Ричарда II и перешёл на сторону его противника Генриха IV, захватившего королевский престол.
При новой династии Джон Стэнли получил во владение поместья в уэльских марках. В 1403 году он был назначен домашним стюардом Генриха Монмута, принца Уэльского, старшего сына и преемника Генриха IV. В отличие от многих дворян Чешира, Джон Стэнли находился на стороне королевской власти во время восстания рода Перси. В битве с мятежниками при Шрусбери в 1403 году он был ранен в горло.
В 1405 году Генрих IV пожаловал Джону Стэнли титул короля острова Мэн, ранее конфискованный у мятежного Генри Перси, 1-го графа Нортумберленда. В это же время он стал лордом-стюардом королевского двора и рыцарем ордена Подвязки.
В 1413 году Генрих IV вторично назначил  Джона Стэнли лордом-лейтенантом Ирландии (1413—1414).
В 1414 году скончался в Арди, графство Лаут в Ирландии. Его тело было перевезено в Латом и захоронено в приорате Баско, рядом с Ормскирком.

## Должности
- Лорд-наместник Ирландии (1386—1388)
- Юстициарий Ирландия (1389—1391)
- Судья Честера в 1394
- Контроллер королевского двора в 1399 году
- Лейтенант Ирландии (1399—1401)
- Стюард домашнего хозяйства принца Уэльского около 1403, впоследствии короля Генриха V
- Инспектор лесов Maкслфилда , Мара и Moндрема в Чешире в 1403
- Губернатор города и графства Чешир в 1403
- Кавалер ордена Подвязки около 1405
- Стюард Маклсфилда в 1406
- Суверенный лорд на острове Мэн в 1406 году
- Констебль Виндзорского замка в 1409
- Лорд-лейтенант Ирландии (вторично) (1413—1414)

## Семья и дети
В 1385 году Джон Стэнли женился на Изабель Латом (ум. в октябре 1414), наследнице обширных землель сэра Томаса Латома в юго-западном Ланкашире. Свадьба состоялась, несмотря на противодействие Джона Гонта, герцога Ланкастера, и дала Джону Стэнли богатство и финансовую безопасность, на которые он никогда не мог бы надеяться, так как был младшим сыном в собственной семье. В браке родилось четверо сыновей: Джон, Генри, Томас и Ральф, а также две дочери.